# Климент Александријски
Тит Флавије Клеменс, познатији као Климент Александријски (грч. Κλήμης ὁ Ἀλεξανδρεύς; Атина, око 150 — Јерусалим, око 215) био је велики хришћански учитељ из Александрије.

## Биографија
Климент Александријски је пореклом из Атине. Наследник је Пантенов у управљању катихетском Александријском школом. 190. године био је изабран за начелника александријске Катихуменске школе. У време прогона императора Септимија Севера, који је почео 201. године, Климент се преселио у Кападокију.
Из потребе да уведе Хришћанску веру у интелектуалне кругове свог времена, он саставља прва систематска теолошка излагања користећи се терминима паганске филозофије: Протрептик, Стромату (Шареница, Ћилим), Педагога. У том систему Свето писмо има средишње место. Теологија црпе сав свој сок, живот и дисање из Писма (Стромата 7.1.1). Зато хришћанство треба схватити као истински "гносис". За разлику од Тертулијана, који ставља у антитезу Јеванђеље и филозофију, „мајку свих јереси“, Климент има позитиван став према филозофској спекулацији. Филозофија је за њега у извесном смислу припрема за Јеванђеље.

## Дела
Сачувани су следећи радови светог Климента:
- „Опомена незнабошцима“,
- „Педагог“,
- „Стромате“,
- „Који ће се богаташ спасти?"

У делу архиепископа Филарета - „Историјско учење о светим Оцима“, читамо: „Климент је написао Ипотипозе или Примери. Али са увереношћу треба да претпоставимо да је ово дело, које је видео Фотије, заправо дело које није написао Климент, него да је то некаква прерада која је под јаким утицајем аријанаца или неких других јеретика... На крају, и сам Фотије је сумњао да су Ипотипозе, које је видео, дело Климента Александријског. Уосталом, од тог списа, са изузетком онога што наводи Јевсевије, до нас није дошло много..." (Петроград, 1882,1. том, pp. 175-176 /на руском/).

### Издања
- Sylburg, Friedrich (ed.) (1592).  d'Alexandrie, Clément (1592). „Clementis Alexandrini Opera Quae Extant.”. Архивирано из оригинала 29. 07. 2020. г. Heidelberg: ex typographeio Hieronymi Commelini.
- Heinsius, Daniel (ed.) (1616).  Alexandrinus, Clemens (1616). „Clementis Alexandrini Opera Graece et Latine Quae Extant.”. Архивирано из оригинала 29. 07. 2020. г. Leiden: excudit Ioannes Patius academiae typographus.
- Potter, John (ed.) (1715). Clementis Alexandrini Opera, 2 vols.  Oxonii: e theatro Sheldoniano. „Vol. 1. Cohortatio ad gentes. Paedagogus. Stromatum I-IV.”. 1715. Архивирано из оригинала 29. 07. 2020. г. Alexandrinus, Clemens (1715). „Vol. 2. Stromatum V-VIII. Quis dives salvetur. Excerpta Theodoti. Prophetarum ecologiae. Fragmenta.”. Архивирано из оригинала 29. 07. 2020. г.
- Klotz, Reinhold (ed.) (1831–34).  Titi Flaui Clementis Alexandrini Opera Omnia, 4 vols.  Leipzig: E. B. Schwickert.  „Vol. 1. Ρrotrepticus. Paedagogus.”. 1831. Архивирано из оригинала 29. 07. 2020. г. „Vol. 2. Stromatorum I-IV.”. 1831. Архивирано из оригинала 29. 07. 2020. г. „Vol. 3. Stromatourm V-VIII. Quis dives salvetur.”. 1832. Архивирано из оригинала 29. 07. 2020. г. „Vol. 4. Fragmenta. Scholia. Annotationes. Indices.”. 1834. Архивирано из оригинала 29. 07. 2020. г.
- Migne, J.-P. (ed.) (1857).  Clementis Alexandrini Opera Quae Exstant Omnia, 2 toms. (= PG 8, 9)  Paris: J.-P. Migne.  „Tom. 1. Cohortatio ad gentes. Paedagogus. Stromata I-IV.”. 1857. Архивирано из оригинала 29. 07. 2020. г. Tom. 2. Stromata V-VIII. Quis dives salvetur. Fragmenta.
- Dindorf, Wilhelm (ed.) (1869). Clementis Alexandrini Opera, 4 vols. Oxonni: e typographeo Clarendoniano. d'Alexandrie, Clément (1869). „Vol. 1. Ρrotrepticus. Paedagogus.”. Архивирано из оригинала 29. 07. 2020. г. „Vol. 2. Stromatum I-IV.”. 1869. Архивирано из оригинала 29. 07. 2020. г. d'Alexandrie, Clément (1869). „Vol. 3. Stromatum V-VIII.”. Архивирано из оригинала 29. 07. 2020. г. „Vol. 4. Annotationes. Interpretum.”. 1869. Архивирано из оригинала 29. 07. 2020. г.
- Barnard, P. Mourdant (ed.) (1897).  Clement of Alexandria, Quis dives salvetur. Texts and Studies 5/2.  Cambridge: Cambridge University Press.
- de:Otto Stählin (ed.) (1905–36).  Clemens Alexandrinus, 4 bds. (= GCS 12, 15, 17, 39) Leipzig: J. C. Hinrichs. „Bd. 1. Ρrotrepticus und Paedagogus.”. 1905. Архивирано из оригинала 29. 07. 2020. г. „Bd. 2. Stromata I-VI.”. 1906. Архивирано из оригинала 29. 07. 2020. г. Bd. 3. Stromata VII-VIII. Excerpta ex Theodoto. Eclogae prophetica. Quis dives salvetur. Fragmente. Bd. 4. Register.
- Marcovich, Miroslav and Jacobus C. M. van Winden (eds.) (2002). Clementis Alexandrini Paedagogus. BRILL. јануар 2002. ISBN 978-9004124707. Архивирано из оригинала 29. 07. 2020. г. Leiden: Brill.

### Преводи
- Wilson, William (trans.) (1905). „"The Writings of Clement of Alexandria".”.  Ур.: A. Roberts;  . Ante-Nicene Fathers. 2. New York: Charles Scribner's Sons. стр. 163—629. Архивирано из оригинала 29. 07. 2020. г. Непознати параметар |orig-date= игнорисан (помоћ)
- Barnard, P. Mourdant (trans.) „A Homily of Clement of Alexandria, Entitled: Who is the Rich Man that is being Saved?”. 1901. Архивирано из оригинала 29. 07. 2020. г.. London: SPCK.
- Hort, F. J. A. and Joseph B. Mayor (eds. & trans.) Clement of Alexandria, Miscellanies Book VII. 1902. ISBN 978-1108007542. Архивирано из оригинала 29. 07. 2020. г. London: Macmillan.
- Patrick, John (1914). Clement of Alexandria, 183-85. Edinburgh: Wm. Blackwood. (Exhortation to Endurance, or, To the Newly Baptized; cf. Butterworth 1919, 371 ff.)
- Butterworth, G. W. (ed. & trans.) (1919). Clement of Alexandria, Exhortation to the Greeks, Rich Man's Salvation, etc. (= LCL 92)  Cambridge: Harvard University Press.   978-0674991033
- Casey, Robert Pierce (ed. & trans.) (1936). The Excerpta ex Theodoto of Clement of Alexandria. Studies and Documents 1. London: Christophers.
- Oulton, J. E. L. and Henry Chadwick (trans.) (1954). Alexandrian Christianity, 40–165. Philadelphia: Westminster Press. (Miscellanies, Books III, VII)  978-0664241537
- Wood, Simon P. (trans.) Clement of Alexandria, Christ the Educator. 1954. ISBN 978-0813215624. Архивирано из оригинала 29. 07. 2020. г. Fathers of the Church 23. Washington, D.C.: Catholic University of America Press.
- Ferguson, John (trans.) Clement of Alexandria, Stromateis, Books 1–3. 1991. ISBN 978-0813214337. Архивирано из оригинала 29. 07. 2020. г. Fathers of the Church 85. Washington, D.C.: Catholic University of America Press.